# すすめ!みらい戦隊!!
すすめ!みらい戦隊!!(すすめ みらいせんたい)は、2015年10月4日から2018年3月31日まで放送されていた札幌テレビ放送のミニ番組。

## 概要
札幌テレビ放送（STVテレビ）の2015年入社の大慈弥レイ・小笠原舞子・林美玖・村雨美紀が、戦隊ヒーローの名目を借りて先輩アナウンサーに研修を受ける番組宣伝、トーク番組。
番組宣伝番組であるが、話が脱線する事も時折あり、ほとんど番組宣伝が無く終わった回もある。
テレビでの活動のほかYouTubeのSTV公式チャンネルでは番外編「みらい戦隊外伝」を配信、フリートークや放送未公開シーンが主体となっている。
2018年1月時点で再生回数が最も多かった回は、大家彩香アナが出演した第24回「まさかの第2弾!"続・ハダカの彩香"」（2016年10月20日配信）で、再生回数が44000回を突破している。第24回が配信される前は大家アナが出演した第15回「禁断企画!ハダカの彩香」（2016年5月7日配信）がトップの再生回数だった。現在は第2弾に次ぐ再生回数（37000回超え）。
予想外の好評を受け、約3か月周期でスペシャル番組が放送されている。
2017年4月にリニューアルし、「すすめ!みらい戦隊!!」のほかに「みらい戦隊ぷち!」「みらい戦隊PUSH!」が放送を開始した。それにより、「みる・みる・みらい」が放送を終了した。
2018年3月31日の特別番組「さらば！みらい戦隊！！」をもって終了。「みらい戦隊」自体もこれをもって解散となり、自局の広報番組としては異例の2年半の歴史に幕を下ろした。また、林も結婚により北海道を離れるため、同日をもって札幌テレビ放送を退職した。
2022年11月11日深夜放送のSTVラジオ「アタックヤング60」では、「みらい戦隊リターンズ」と題して11月担当MCの村雨と、STVを退社した大慈弥・小笠原・林がゲスト出演し4年ぶりにみらい戦隊メンバーが再結集してのトークを展開した。

## 放送時間
2018年1月現在
| 番組名              | 曜日   | 時間                        | 備考   |
| ------------------- | ------ | --------------------------- | ------ |
| すすめ!みらい戦隊!! | 金     | 午前10時25分 - 午前10時30分 |        |
| すすめ!みらい戦隊!! | 土・日 | 午後8時54分 - 午後9時00分   |        |
| すすめ!みらい戦隊!! | 土     | 深夜1時45分 - 深夜1時55分   | 10分枠 |
| みらい戦隊ぷち!     | 月-木  | 午前4時55分 - 午前5時00分   |        |
| みらい戦隊ぷち!     | 日     | 深夜1時25分 - 深夜1時30分   |        |
| みらい戦隊PUSH!     | 月-木  | 深夜0時54分 - 深夜0時59分   |        |

## 番組リニューアル
2017年4月期改編より、「すすめ!みらい戦隊」がリニューアルし、新たに、「みらい戦隊ぷち!」「みらい戦隊PUSH!」が放送を開始した。
主な変更点
- すすめ!みらい戦隊!!は金・土・日の週末に移動し、土曜深夜枠を10分に拡大。
- みらい戦隊ぷち!は、本人が登場はせず、単純な番組宣伝番組。
- みらい戦隊PUSH!は、みる・みる・みらいの構成を利用し、隊員いずれか一人が登場し、「PUSH！」の合言葉とともに番組宣伝VTRを放映する。

## 出演者
イメージカラーがヘルメットやスーツの色で割り当てられている。以下、すべて放送当時札幌テレビ放送（STV）所属のアナウンサー。
- 林美玖 ■ （フレッシュイエロー）

みらい戦隊の発起人。
- 村雨美紀 ■ （ネイチャーグリーン）

林・大慈弥・小笠原がSTV退職後も唯一残留した。2022年11月のラジオ「アタックヤング60」でメンバー4名が揃ってトークするコーナー「みらい戦隊リターンズ」MCを担当。
- 大慈弥レイ ■ （スカイブルー）
- 小笠原舞子 ■ （キューティパープル）

## みらい戦隊！外伝
「みらい戦隊!外伝」は、先輩アナウンサーや新人アナウンサーとのフリートーク、未公開シーンを収録したYouTube・STV公式アカウント限定の番組。たびたび、地上波でも公開された。なお、2018年5月1日以降視聴することはできなくなっている（非公開設定にしているのか全削除したのかまでは不明）が、5月7日からSTV公式サイト内の「どさんこ動画」にて期間限定として順次再配信されていた。しかし、2021年6月現在どさんこ動画からも削除されている。
2020年4月現在
以下の動画も公開している。
- すすめ!みらい戦隊!!スペシャルの未公開SPとして、神谷誠アナと熊谷明美アナとのトークの完全版　(2016年4月7日)
- すすめ!みらい戦隊!!のテーマソング制作日記
  1. (2016年11月3日)
  2. (2016年11月14日)
  3. (2016年12月5日)
- みらい戦隊!みるみる四重奏 ショートver. (2016年12月24日)
- すすめ!みらい戦隊!!の東京タラレバ娘風の地上波放送版 (2017年3月16日)
- みらい戦隊を襲う●●●●の恐怖… (2017年4月22日)
- 広報さっぽろがSTVのデータ放送でご覧いただけます! (2017年12月26日) - みらい戦隊が出演
- みらい戦隊!みるみる四重奏 フルver. (2018年3月31日)
- 最終回完全版(2018年3月31日)

## テーマソング制作企画
「みらい戦隊!外伝」第17回(2016年5月31日配信)で林が企画した「テーマソングをつくろう」をプレゼンした。第19回(7月11日配信)で投票結果が発表され、1位となり企画が開始された。各外伝の先輩アナウンサー明石、福永、松下などからアドバイスやアイデアをもらった。林が担当しているSTVラジオ「Pop'n Rollにズキューン」でHUMBURGER BOYSと共演したことがきっかけで、HUMBURGER BOYSに曲作りを依頼した。その甲斐あってか、スムーズに進み、レコーディングにも取り掛かり、STVラジオ「Pop'n Rollにズキューン」(11月19日放送)で初公開された。また「みらい戦隊!外伝」でも12月5日配信で初公開された。また、テーマソング『みらい戦隊!みるみる四重奏(カルテット)』ミュージックビデオもショートver.(ワンコーラス)がYouTubeで公開されている。
12月9日-11日まで行われた「どさんこチカホdeクリスマス」にて、フルコーラスと振付を初披露し、その模様は12月25日の地上波「みらい戦隊年末スペシャル」で放送された。12月24日のチャリティーミュージックソンでも披露した。
2017年1月3日深夜番組の「すすめ!みらい戦隊!!」と「みらい戦隊!外伝」第29回(1月19日配信)からのオープニングが『みらい戦隊!みるみる四重奏(カルテット)』テーマソングに変わった。

## LINEスタンプ
4月1日の地上波スペシャルにおいて、みらい戦隊のLINEスタンプ全40種類をリリースすることが発表され、スタンプは120円(税込)または50コインで販売となっている。LINEスタンプをリリースするのは、STV史上初。